# L'acchiappatalenti
L'acchiappatalenti è stato un programma televisivo italiano di genere talent show e varietà, andato in onda in prima serata su Rai 1 dal 10 maggio all'8 giugno 2024 con la conduzione di Milly Carlucci.

## Il programma
Il programma si snoda attraverso cinque puntate ricche di spettacolo: i protagonisti sono cinque personaggi famosi che mettono alla prova le loro capacità di talent scout cercando di "acchiappare" il talento migliore e più affine alle proprie caratteristiche; per farlo hanno a disposizione un martelletto simile a quello dei battitori d'asta da utilizzare durante la clip di presentazione e i primi 15 secondi dell’esibizione dei talenti. Essi sono cantanti, acrobati, maghi, artisti stravaganti e così via. I vari talenti sono sia italiani che internazionali: alcuni girano le TV di tutto il mondo con i loro numeri, mentre altri sono alla ricerca di uno spazio nel mondo dello spettacolo.
Qualunque sia il valore e la natura del talento "acchiappato", l'acchiappatalenti deve preparare un'arringa per promuoverlo e convincere così il pubblico (che può votare sin dall’inizio per l’acchiappatalenti preferito sugli account X, Facebook e Instagram della trasmissione) e i giurati (i quali danno un voto da zero a dieci alla sua capacità di individuare e promuovere il talento scelto e anche alla sua affinità artistica). Questi ultimi, che sono personaggi altrettanto famosi e qualificati, giudicano se i cinque protagonisti abbiano fatto o meno la scelta giusta. 
Il programma è articolato in due manche. Nella seconda manche, dopo la classifica provvisoria della giuria, ad ogni acchiappatalenti è proposto un cambio al buio con un altro talento, che deve scegliere se accettare oppure no, proseguendo in tal modo la gara con un nuovo compagno d'avventura.
Chi vince la puntata sulla base dei voti della giuria e del pubblico porta il suo talento in finale e si esibisce con lui nell'ultima puntata.

## Cast

### Giuria
| Giurato               | Edizioni | Totale |
| Giurato               | 1ª       | Totale |
| --------------------- | -------- | ------ |
| Flavio Insinna        |          | 1      |
| Simona Ventura        |          | 1      |
| Francesco Facchinetti |          | 1      |

### Acchiappatalenti
| Acchiappatalenti     | Edizioni | Totale |
| Acchiappatalenti     | 1ª       | Totale |
| -------------------- | -------- | ------ |
| Wanda Nara           |          | 1      |
| Teo Mammucari        |          | 1      |
| Mara Maionchi        |          | 1      |
| Francesco Paolantoni |          | 1      |
| Sabrina Salerno      |          | 1      |

## Edizioni
| Edizione | Conduzione     | Periodo        | Periodo       | Puntate | Concorrenti | Vincitore   | Vincitore     | Vincitore        | Studio televisivo               |
| Edizione | Conduzione     | Inizio         | Fine          | Puntate | Concorrenti | Concorrente | Talento       | Acchiappatalento | Studio televisivo               |
| -------- | -------------- | -------------- | ------------- | ------- | ----------- | ----------- | ------------- | ---------------- | ------------------------------- |
| 1ª       | Milly Carlucci | 10 maggio 2024 | 8 giugno 2024 | 5       | 10          | Black Widow | Canto e ballo | Mara Maionchi    | Auditorium Rai del Foro Italico |

## Audience
| Edizione | Rete televisiva | Anno | Stagione  | Programmazione | Programmazione | Programmazione | Programmazione | Programmazione | Programmazione | Programmazione | Media auditel  | Media auditel | Premiere       | Premiere | Finale         | Finale |
| Edizione | Rete televisiva | Anno | Stagione  | L              | M              | M              | G              | V              | S              | D              | Telespettatori | Share         | Telespettatori | Share    | Telespettatori | Share  |
| -------- | --------------- | ---- | --------- | -------------- | -------------- | -------------- | -------------- | -------------- | -------------- | -------------- | -------------- | ------------- | -------------- | -------- | -------------- | ------ |
| 1ª       | Rai 1           | 2024 | primavera |                |                |                |                |                |                |                | 2 233 000      | 14,95%        | 2 667 000      | 17,23%   | 1 805 000      | 13,47% |

## Sigla
La sigla del programma è un riarrangiamento del tema principale della colonna sonora del film Ghostbusters - Acchiappafantasmi.

## Accoglienza
Aldo Grasso sul Corriere della Sera lo ha definito un programma vecchio, "un puzzle di programmi già visti", in cui acchiappatalenti e giudici sono la parte più imbarazzante. Inoltre ha affermato che, in quanto raro esempio di produzione originale italiana, avrebbe dovuto richiedere un maggior impegno. Per Antonio Dipollina de la Repubblica si tratta di "un guazzabuglio", mentre Andrea Fagioli su Avvenire lo ha chiamato un "programma sconclusionato", nonché "un mix di talent e di show già visti". Per Federico Boni di Hollywood Reporter Roma è "un programma di rara bruttezza e non-sense che ha preso a piene mani da altri format per poi farli propri con disarmante pochezza". Per Beatrice Dondi de L'Espresso è "un minestrone" privo di senso che "apre le porte a un mondo lisergico di cui non si sentiva il bisogno". Anche Ilaria Costabile di Fanpage.it ha evidenziato la somiglianza del programma con altri format e ha criticato la mancanza di "una scrittura solida e convincente".